# Astiphromma contum
Astiphromma contum är en stekelart som beskrevs av Schwenke 1999. Astiphromma contum ingår i släktet Astiphromma och familjen brokparasitsteklar. Inga underarter finns listade.